# Ћирилични бројеви
Ћирилични бројеви су били део система бројања потеклог од ћириличног алфабета, коришћеног међу јужним и источним Словенима који су и иначе користили ћирилицу, укључујући и Србе. У Русији се овај систем користио до реформи Петра Великог, почетком 18. века.
Систем је потицао од грчких (јонских) бројева, с применом одговарајућих ћириличних слова. Поредак је био заснован на оригиналном грчком алфабету, па није одговарао различитом азбучном редоследу ћирилице. 
Ћирилични бројеви су били квази-децимални — јединицама (1, 2, ... 9) су била додељена засебна слова, али такође и свим десетицама (10, 20, ... 90) и свакој стотини (100, 200, ... 900):
Бројеви су се писали како су и изговарани — углавном слева надесно. Бројеви од 11 до 19 су се писали здесна налево, тј прво су писане јединице па 10, јер се тако и изговарају — нпр. „седамнаест“ је сажето „седам-на-десет“. Да бисмо добили вредност ћириличног броја треба сабрати вредност свих слова/бројева. Да би се слова која означавају бројеве разликовала од обичних слова, изнад њих је повлачен знак титло (  ҃ У+0483). Хиљаде су се означавале одговарајућим знаком испред слова (҂ У+0482).
Примери:
- - 1706
- - 7118

Глагољски бројеви су сличан систем, осим што су бројне вредности биле додељене према сопственом алфабетном реду глагољице, а не по наслеђеном реду грчког алфабета.